# Jurij Piwowarow
Jurij Siergiejewicz Piwowarow (ros. Юрий Сергеевич Пивоваров ; ur. 25 kwietnia 1950 w Moskwie) – rosyjski politolog, historyk, absolwent Moskiewskiego Państwowego Instytutu Stosunków Międzynarodowych, profesor Rosyjskiej Akademii Nauk.
Od 2010 r. kieruje katedrą politologii komparatystycznej MGU im. Łomonosowa. W sferze jego zainteresowań badawczych leży przede wszystkim historia rosyjskiej myśli politycznej i państwowości oraz kultura polityczna tego kraju. Uznany autor szeregu prac naukowych i artykułów.